# Carex adulterina
Carex adulterina är en halvgräsart som beskrevs av Chenev. Carex adulterina ingår i släktet starrar, och familjen halvgräs. Inga underarter finns listade i Catalogue of Life.